# Polámanky
Polámanky je přírodní památka na úpatí Ždánického lesa, jihozápadně od obce Kobeřice u Brna v okrese Vyškov. Podle geomorfologického členění území spadá do podcelku Dambořické vrchoviny, okrsku Otnické pahorkatiny. Geologickým podkladem jsou flyšové karbonátové pískovce ždánické jednotky překryté vrstvou spraší. Správa AOPK Brno. 

## Předmět ochrany
Předmětem ochrany jsou xerotermní společenstva suchých stepních trávníků, zejména evropsky významné prioritní stanoviště subpanonské stepní trávníky a evropsky významné stanoviště polopřirozené suché trávníky a facie křovin na vápnitých podložích s řadou ohrožených a zvláště chráněných druhů rostlin, na něž jsou vázány významné druhy živočichů.

## Flóra
Z chráněných rostlin je zastoupena bezobalka sivá (Trinia glauca), dejvorec velkoplodý (Caucalis platycarpos), hlaváček jarní (Adonis vernalis), hvězdnice zlatovlásek (Aster linosyris), kavyl Ivanův (Stipa pennata), kozinec dánský (Astragalus danicus), kozinec rakouský (Astragalus austriacus), kozinec vičencovitý (Astragalus onobrychis), len tenkolistý (Linum tenuifolium), pětiprstka žežulník (Gymnadenia conopsea), sasanka lesní (Anemone sylvestris), sinokvět měkký (Jurinea mollis), vstavač vojenský (Orchis militaris).